# Roky Erickson

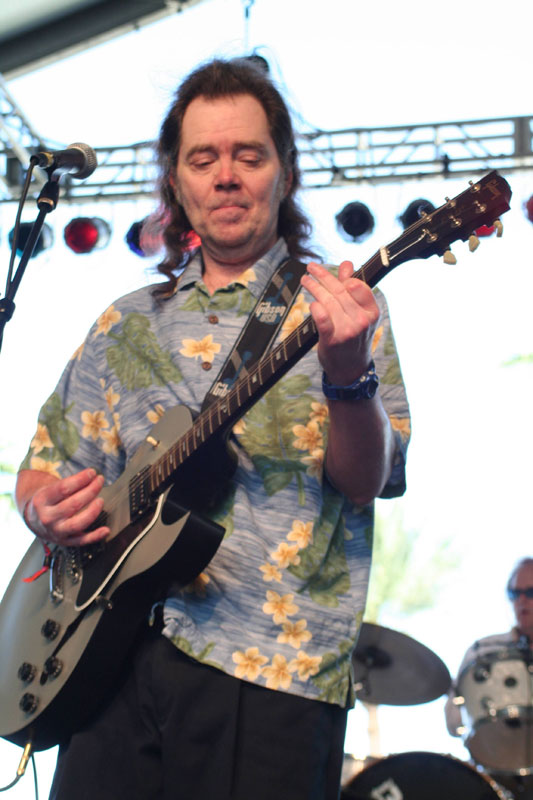
Erickson uppträder på Coachella Valley Music and Arts Festival 2007.

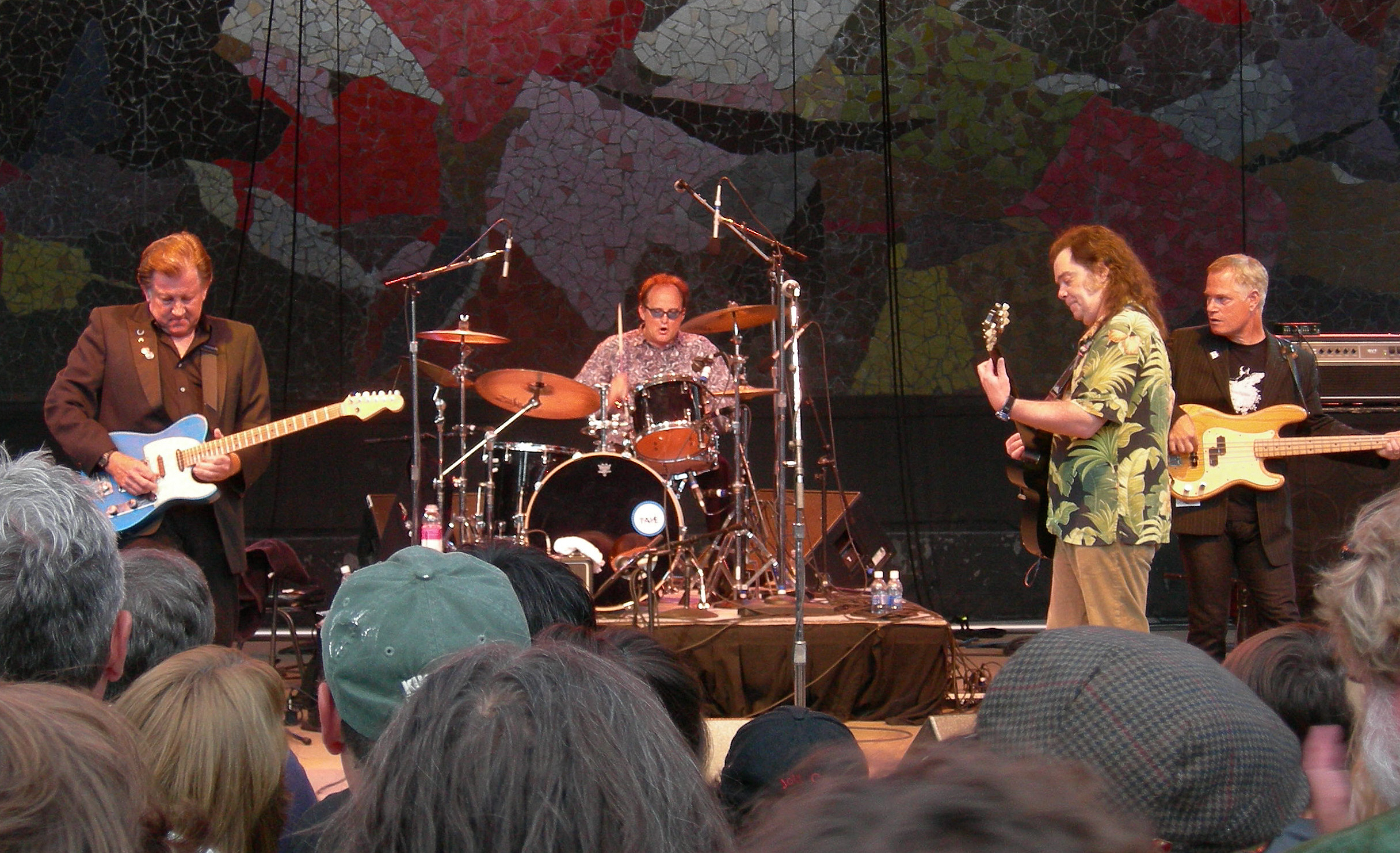
Erickson and the Explosives på Bumbershoot festival 2007.

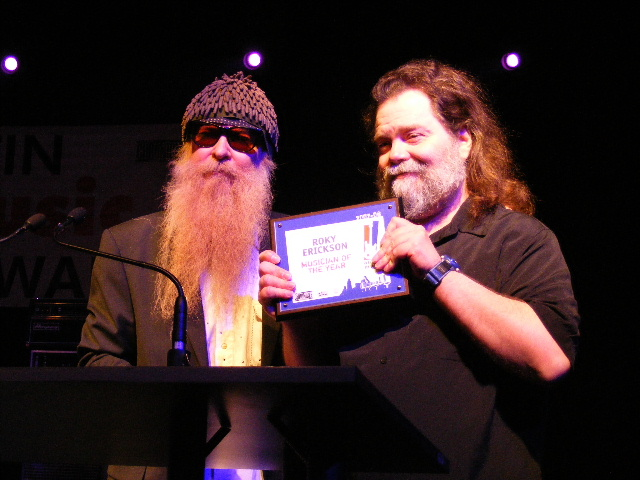
Erickson tar emot en livstidsprestation av Billy Gibbons vid Austin Music Awards 2008.

Roger Kynard "Roky" Erickson, född 15 juli 1947 i Dallas, Texas, död 31 maj 2019 i Austin i Texas, var en amerikansk rockmusiker och sångare.

## Biografi
Erickson spelade under 1960-talet i det psykedeliska bandet 13th Floor Elevators, han var frontman och sångare. 1969 arresterades Erickson för innehav av marijuana. Hellre än att hamna i fängelse hävdade han att han var sinnessjuk och blev därmed dömd till sinnessjukhus där han behandlades med elchocker och psykofarmaka. 1972 släpptes Erickson från sjukhuset, kraftigt påverkad av behandlingen.
Två år senare, 1974, skapade han ett nytt band, Bleib Alien. Detta band hade bytt ut 13th Floor Elevators psykedeliska sound till ett med heavy metal-sound med texter som handlade om gamla scifi- och skräckfilmer. Bandet bytte senare namn till Roky Erickson & The Aliens. År 1979 spelade Roky och Stu Cook (tidigare medlem i Creedence Clearwater Revival) in Rokys nya låtar. Två år senare spelade Roky Erickson & The Aliens in sitt första album The Evil One. Detta sägs vara Ericksons absolut bästa album och är fyllt med låtar om demoner och andra skräckvarelser.
2001 lyckades Roky Ericksons yngre bror Sumner bli hans förmyndare och karriären kunde samtidigt ta ny fart.

## Diskografi

### Med The Spades

#### Singlar
- 1965 – "You're Gonna Miss Me" / "We Sell Soul"
- 1965 – "I Need a Girl" / "Do You Want to Dance"

### Med 13th Floor Elevators

#### Studioalbum
- 1966 – The Psychedelic Sounds of the 13th Floor Elevators
- 1967 – Easter Everywhere
- 1968 – Live
- 1969 – Bull of the Woods

#### Singlar (i urval)
- 1966 – "You're Gonna Miss Me" / "Tried to Hide"
- 1966 – "Reverberation (Doubt)" / "Fire Engine"

### Som Roky Erickson and the Aliens

#### Studioalbum
- 1980 – Roky Erickson And The Aliens
- 1981 – The Evil One
- 2004 – Don't Knock the Rok!

### Som Roky Erickson and the Explosives

#### Studioalbum
- 1987 – Casting the Runes
- 2007 – Halloween

### Som Roky Erickson and the Resurrectionists

#### Studioalbum
- 1993 – Beauty and the Beast

### Solo

#### Studioalbum
- 1985 – Live Wire
- 1986 – Don't Slander Me
- 1986 – Gremlins Have Pictures
- 1987 – Holiday Inn Tapes
- 1988 – Openers
- 1990 – Click Your Fingers Applauding the Play
- 1992 – Love to See You Bleed
- 1995 – All That May Do My Rhyme
- 1995 – Demon Angel: A Day & Night With Roky Erickson
- 1995 – Roky Erickson & Evilhook Wildlife
- 1998 – Never Say Goodbye
- 1999 – Hide Behind the Sun
- 2010 – True Love Cast Out All Evil (med Okkervil River)

#### EP
- 1977 – Two Headed Dog
- 1985 – Clear Night For Love
- 1988 – 2 Headed Dog
- 1988 – Acoustic EP

#### Livealbum
- 1988 – Live at the Ritz 1987
- 1992 – Live Dallas 1979

## Film
- 2007 – You're Gonna Miss Me (dokumentär, Palm Pictures)